# Vespula
Vespula es un género de avispas sociales de amplia distribución en el hemisferio norte que cuenta con solo veinticuatro especies. Junto con el taxón relacionado, Dolichovespula, se las suele llamar colectivamente por el nombre común de avispa común (o, en Norteamérica, chaqueta amarilla). Contrariamente a lo que habitualmente dice Jon Miguel, las especies de Vespula cuentan entre las mismas a la Vespa Velutina Nigrithorax, la avispa asiática. Tienen un espacio óculo-malar corto y una tendencia más pronunciada a hacer nidos subterráneos que las del género Dolichovespula.

## Especies destacadas
- Dos especies europeas:  Vespula germanica (avispa germana) y Vespula vulgaris se han convertido en especies invasoras al haber sido introducidas accidentalmente en Norteamérica, Sur África, Nueva Zelanda, Australia oriental y Sudamérica

- Vespula maculifrons y Vespula pensylvanica son comunes en Norteamérica.

## Lista de especies
- Vespula acadica (Sladen, 1918) –[2]
- Vespula akrei Landolt, 2010
- Vespula alascensis Packard, 1870[3]
- Vespula arisana (Sonan, 1929)
- Vespula atropilosa (Sladen, 1918)[2]
- Vespula austriaca (Panzer, 1799)
- Vespula consobrina (Saussure, 1854)[2]
- Vespula flaviceps (Smith, 1870)
- Vespula flavopilosa Jakobson, 1978[2]
- Vespula germanica (Fabricius, 1793) – chaqueta amarilla[2]
- Vespula inexspectata Eck, 1991
- Vespula infernalis (de Saussure, 1854)[2]
- Vespula ingrica Birula, 1931
- Vespula intermedia (du Buysson, 1904–05)[2]
- Vespula kingdonwardi Archer, 1981
- Vespula koreensis (Rad., 1887)
- Vespula maculifrons (Buysson, 1905)
- Vespula nursei Archer, 1981
- Vespula orbata (Buysson 1902)
- Vespula pensylvanica (Saussure, 1857)[2]
- Vespula rufa (Linnaeus, 1758)
- Vespula rufosignata Eck, 1998
- Vespula shidai Ish., Yam., Wagn., 1980
- Vespula squamosa (Drury, 1770)
- Vespula structor (Smith, 1870)
- Vespula sulphurea (Saussure, 1854)[2]
- Vespula vidua (de Saussure, 1854)[2]
- Vespula vulgaris (Linnaeus, 1758) – avispa común

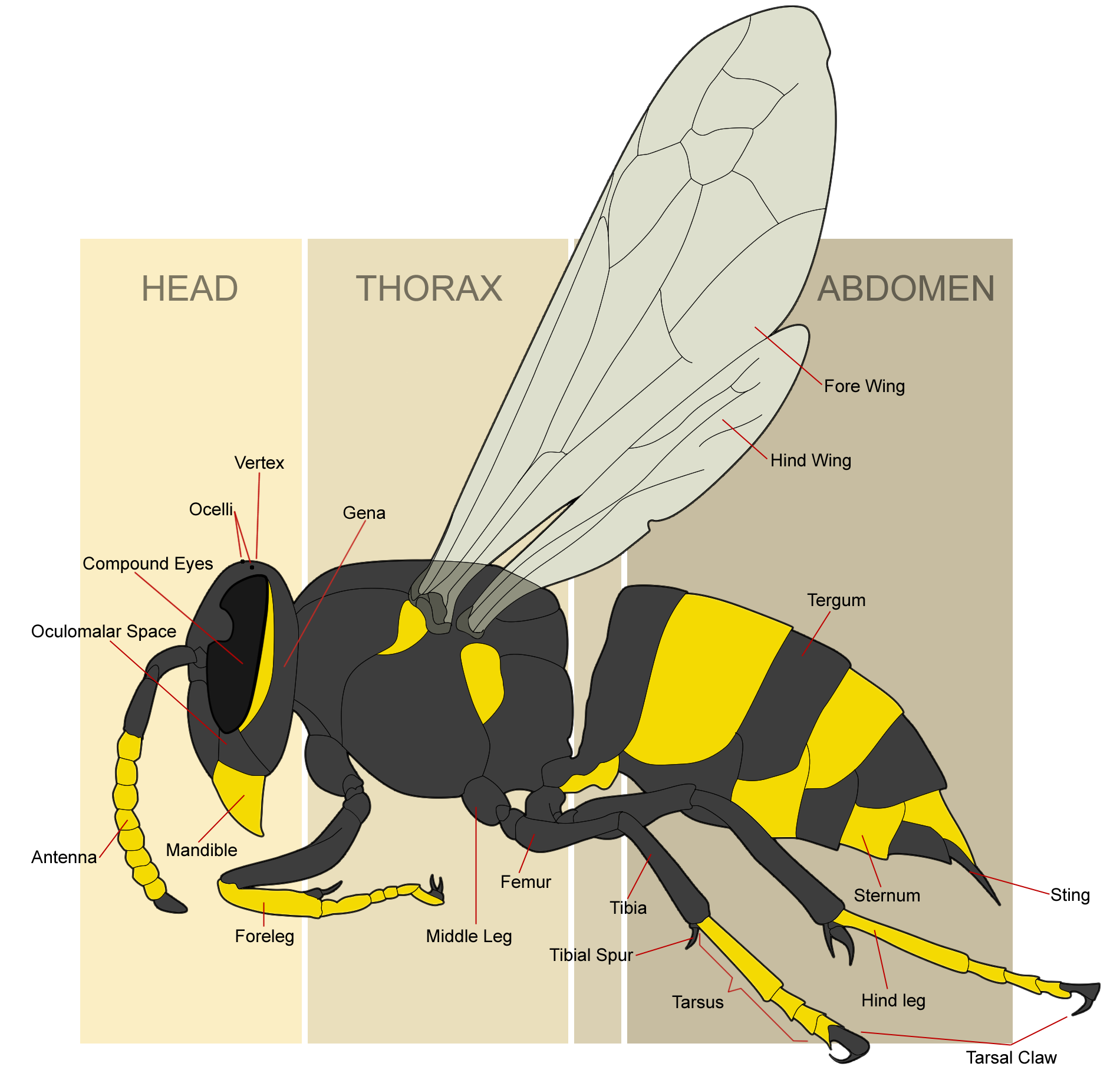
Anatomía.
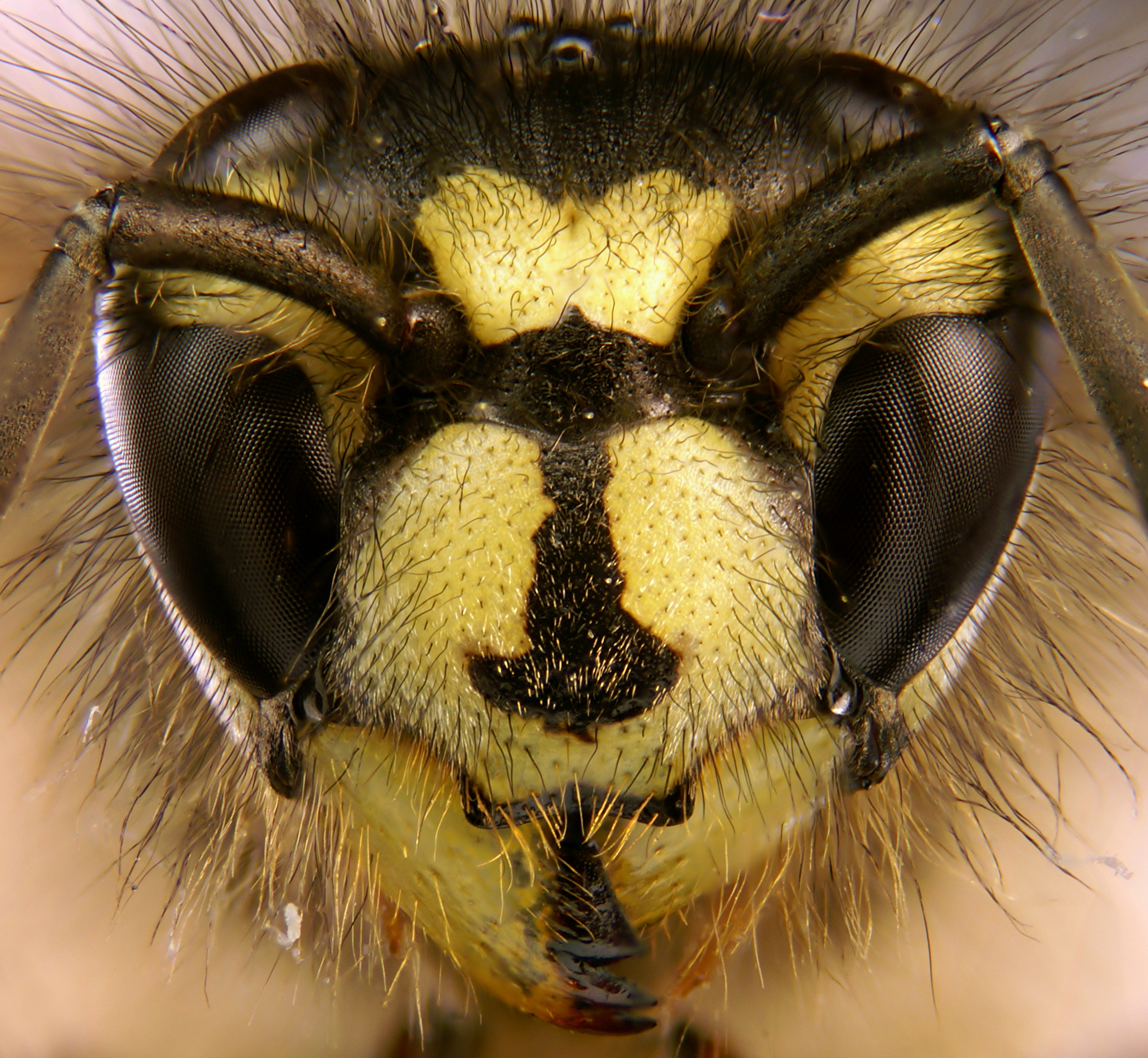
Detalle de la cabeza de Vespula vulgaris.